# Oligota bicolor
Oligota bicolor är en skalbaggsart som beskrevs av Sharp 1908. Oligota bicolor ingår i släktet Oligota och familjen kortvingar. Inga underarter finns listade i Catalogue of Life.